# Яніковиці (Тарновський повіт)
Яніковиці (пол. Janikowice) — село в Польщі, у гміні Жабно Тарновського повіту Малопольського воєводства.
Населення — 166 осіб (2011).
У 1975-1998 роках село належало до Тарновського воєводства.

## Демографія
Демографічна структура станом на 31 березня 2011 року:
|          | Загалом | Допрацездатний вік | Працездатний вік | Постпрацездатний вік |
| -------- | ------- | ------------------ | ---------------- | -------------------- |
| Чоловіки | 83      | 23                 | 50               | 10                   |
| Жінки    | 83      | 13                 | 51               | 19                   |
| Разом    | 166     | 36                 | 101              | 29                   |